# 小山崎遺跡
小山崎遺跡（こやまざきいせき）は、山形県飽海郡遊佐町大字吹浦字七曲東にある、縄文時代中期末から後期を中心とした集落遺跡。2020年3月10日、国の史跡に指定された。

## 位置
鳥海山の南西山麓、牛渡川右岸に広がる、縄文時代の遺跡である。山麓から平野に突き出した、通称「小山崎」と呼ばれる標高5メートルほどの舌状溶岩台地を中心に、その北側の丘陵斜面や西側の低地に主要な遺構がある。
遺跡南側には、牛渡川が西流する。これはサケの遡上する川であり、遺跡の土壌からもサケ科の骨が検出されている。遺跡の東側、原生林の中には、縄文時代から存在し、現在も信仰対象となっている丸池がある。湧水がたまってできた径30メートル、深さ3、4メートルほどの池で、北側には鳥海山大物忌神社の枝社の丸池神社がある。2008年に鳥海山大物忌神社境内が国の史跡に指定された際、丸池も指定範囲に含まれた。なお、当該史跡は2009年に指定範囲追加のうえ、指定名称を「鳥海山」と改めた。

## 遺跡の特色と変遷
縄文早期から晩期まで長期間にわたって存続した遺跡であり、縄文海進と海退といった自然環境の変化に合わせ、縄文人が土地利用を変化させてきた様子がうかがえる。丘陵の斜面に位置する集落と、低地に位置する水辺の遺構の双方の変遷を知ることができる点も貴重である。また、湧水地帯にある本遺跡からは動物・植物両方の遺体が多量に出土しており、それらが土器・石器・木製品をともなって層位的に出土するため、これら遺物のもたらす情報量がきわめて多く、縄文人の生活実態を具体的に知ることのできる遺跡である。
珪藻化石の分析によれば、遺跡の中心となる舌状台地の周辺の低地は、縄文早期には縄文海進の影響で潟湖となっていたが、前期には干潟となり、中期以降は低湿地へと変化している。縄文早期の遺物は、遺跡東側の微高地から出土するが、量は少なく、この期の遺構は残っていない。前期には台地東側の低地に貝塚3か所とドングリ（コナラ）の集積1か所がみられる。貝塚は汽水に生息するシジミが中心である。ドングリには保管中に発芽しないように加工した痕がある。中期には気候寒冷化の影響で海岸線がほぼ現在の位置まで後退した。中期から後期には、遺跡北側（丸池の北西側）の丘陵斜面に集落が形成された。後期には遺跡西側の低地の開発が進み、いわゆる「水辺遺構」（後述）が形成される。晩期中葉には「水辺遺構」の利用が終わり、縄文人の生活痕跡も少なくなり、彼らは他所へ移動したとみられる。
前期の遺物包含層からは、ドングリなどに混じって、カボチャの近似種の種が出土している。一般にカボチャは日本へは16世紀頃に渡来したとされている。後期の包含層からは栽培種と思われるアサ、ヒエ属、ゴボウ近似種が出土している。

## 水辺遺構
本遺跡の特色である「水辺遺構」は、縄文後期に遺跡西側の低地、牛渡川の旧河道に接して設けられた一連の施設のことである。敷石遺構、打込杭列、木敷遺構、道路状遺構からなり、縄文人が水辺利用のための大規模な土木工事を行っていたことがわかる。縄文時代の集落で、トチの実の水さらし（アク抜き）などに使われた遺構を「水場遺構」というが、本遺跡の遺構はその構成が他に類例のないものであり、従来の「水場遺構」という呼称を避けて、道路状遺構を含めた全体を「水辺遺構」と称することとした。
道路状遺構は、幅0.6から2メートル、長さ23メートルに及ぶ、河原石を積んだ構造物である。石の下からは木材が出土しており、木材を基礎に据えたとみられる。用途は、集落と水辺の間の低湿地帯に設けられた道路で、堤防の役も果たしていたものと思われる。上面に粘土を盛って舗装していた跡もみられる。
前述の道路状遺構とは別に、安山岩の敷石を4×6メートルほどの広さに敷いた遺構があり、「敷石作業場」と呼ばれている。敷石の不同沈下を防止するためか、石の下には木材の基礎を置いている。ここからは木製品の未成品が出土しており、木製品の水漬け保存が「作業場」の用途の一つであったとみられる。また、ここからは磨石が石皿の上に乗ったままの状態で出土しており、石皿からはベンガラとみられる赤色物質が検出されている。本遺跡では漆塗の木製品も出土していることから、この「作業場」では赤漆用のベンガラ製造や木製品の加工なども行われたとみられる。
杭列は全部で5列が検出されている。クリ材を主とした丸太や半割を、柱穴を設けずに打ち込んだものであり、護岸や土留めの用を果たしたものと思われる。
他に、2つの杭列の間に丸太を横に並べた「木敷遺構」と呼ばれるものがある。これは水辺への足場として造られたものと思われる。